# Kunstmuseum Liechtenstein
Kunstmuseum Liechtenstein (Museu de Arte do Liechtenstein) é um museu de arte em Vaduz, capital do Liechtenstein. É um museu estatal especializado em arte moderna e contemporânea. A atual sede, cuja construção vanguardista é obra dos arquitetos suíços Morger, Degelo e Kerez, foi inaugurada em 2000. A importante coleção de arte moderna e contemporânea internacional que alberga é, ao mesmo tempo, a coleção pública do Principado de Liechtenstein.

## História

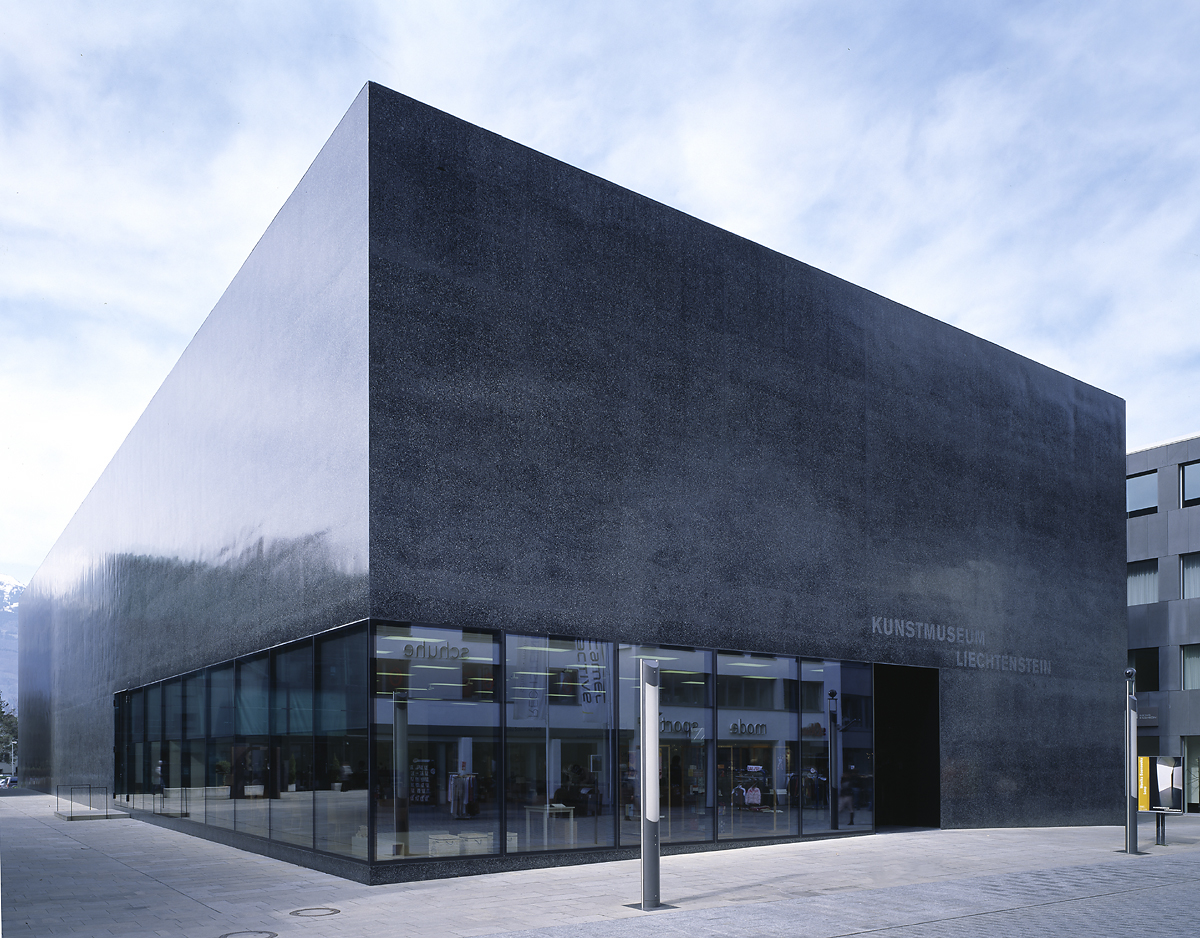
O Kunstmuseum Liechtenstein foi inaugurado em 2000.

Em 1967, o Estado do Liechtenstein recebeu a doação de dez quadros. Este presente foi o gatilho para a fundação da coleção de arte pública do Liechtenstein no ano seguinte. O primeiro curador da coleção foi Georg Malin, artista, historiador e historiador de arte, natural do principado. Malin logo definiu o caráter da coleção pública, que se centraria na arte moderna e contemporânea internacional.
O Kunstmuseum Liechtenstein, como o admiramos hoje, é o resultado da generosidade de um grupo de patrocinadores privados. Juntamente com o Governo do Principado do Liechtenstein e o município de Vaduz, estes doadores são responsáveis pela realização do moderno edifício museológico.
Em agosto de 2000, o edifício foi dado como um "presente do novo milénio" ao Estado do Liechtenstein, que constituiu a fundação legal-pública Kunstmuseum Liechtenstein para gerir e dirigir o museu. O museu foi inaugurado a 12 de novembro de 2000.
Desde 1996, Friedemann Malsch é diretor da coleção pública do Liechtenstein, bem como do Kunstmuseum Liechtenstein.

## Arquitetura
Para o Kunstmuseum Liechtenstein, a equipa de arquitetos Meinrad Morger e Heinrich Degelo concebeu com Christian Kerez uma arquitetura de alta complexidade e simplicidade discreta. A estrutura fechada do edifício é uma caixa preta de betão pigmentado e basalto. Os seixos que cobrem a camada externa do edifício conferem-lhe uma coloração subtil e, ao mesmo tempo, envolvem-se num diálogo com a paisagem do vale do Reno. O ambiente também se reflete na superfície da fachada, que foi submetida a um processo de polimento manual que transmite uma agradável sensação tátil. Um conjunto alongado de janelas são subordinados ao corpo compacto do edifício e abrem o cubo preto tanto por dentro como por fora.
O interior desta caixa preta é um cubo branco perfeito. As dimensões exteriores do edifício correspondem quase inteiramente aos espaços destinados ao público. O espaço é controlável e, ao mesmo tempo, espaçoso. A superfície máxima possível é dedicada à arte. Seis salas de exposição estão dispostas em torno de duas escadas viradas. O desenho da planta, sob a forma de lâminas de moinho, permite obter vistas transversais interessantes de todo o edifício. As salas de exposição, de grande clareza e precisão, conferem à arte a máxima liberdade através da subordinação consciente da arquitetura às obras expostas.

## Coleção

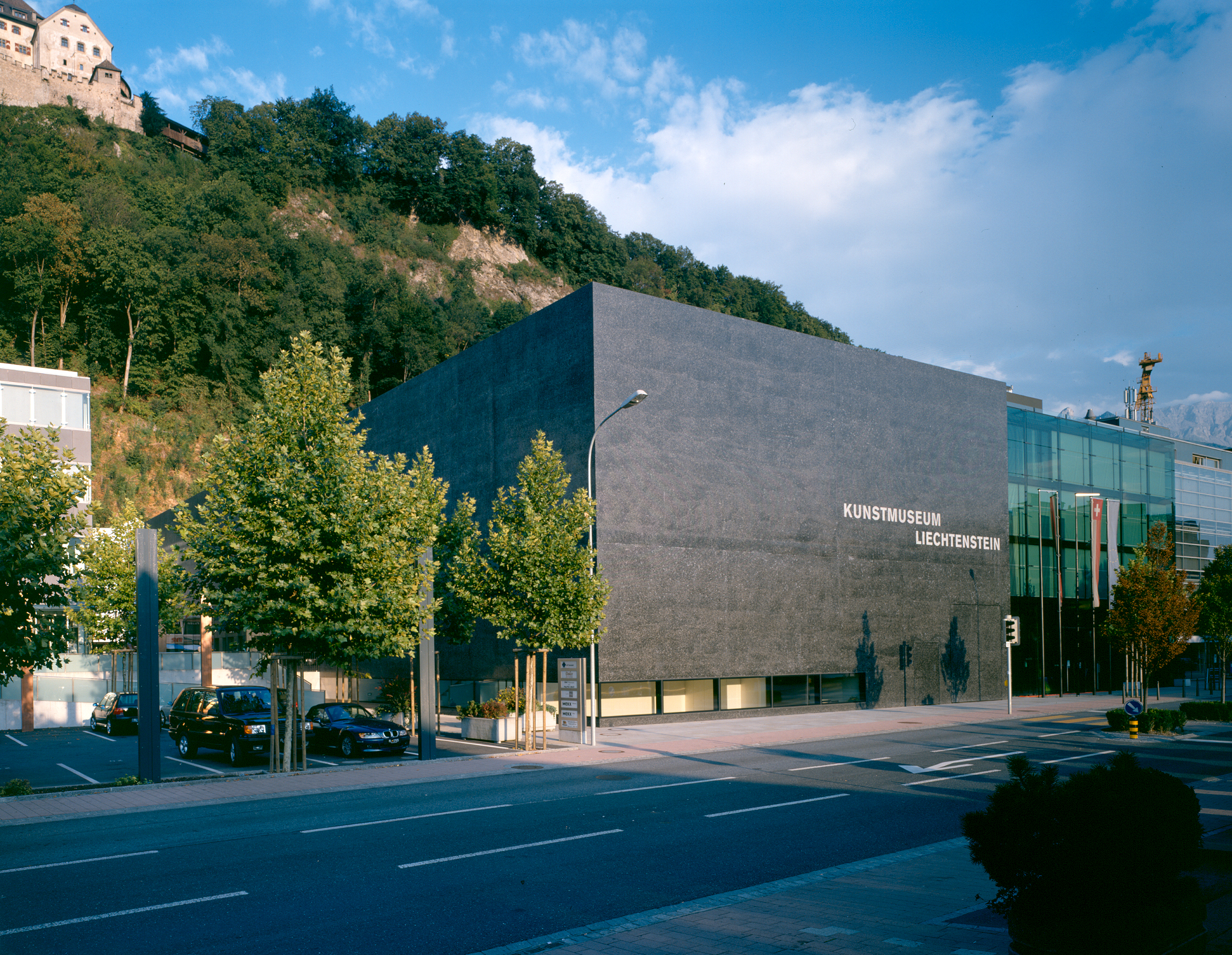
O Kunstmuseum Liechtenstein como foco arquitetónico em Vaduz.

A coleção de arte moderna e contemporânea do Kunstmuseum Liechtenstein abrange o período do século XIX até ao presente. O perfil da coleção é definido principalmente por esculturas, objetos e instalações. As obras dos representantes da Arte Povera ocupam um lugar predominante.
Em 2006, o Kunstmuseum Liechtenstein, juntamente com o Kunstmuseum St. Gallen e o Museu Für Moderne Kunst Frankfurt (MMK) adquiriram a valiosa coleção do galerista de colónia Rolf Ricke, que apresenta obras importantes, entre outras, Richard Artschwager, Bill Bollinger, Donald Judd, Fabian Marcaccio, Steven Parrino, David Reed, Richard Serra, Keith Sonnier e Jessica Stockholder.